# Cyrestis nedymond
Cyrestis nedymond är en fjärilsart som beskrevs av Felder 1867. Cyrestis nedymond ingår i släktet Cyrestis och familjen praktfjärilar. Inga underarter finns listade i Catalogue of Life.